# Isole Lau

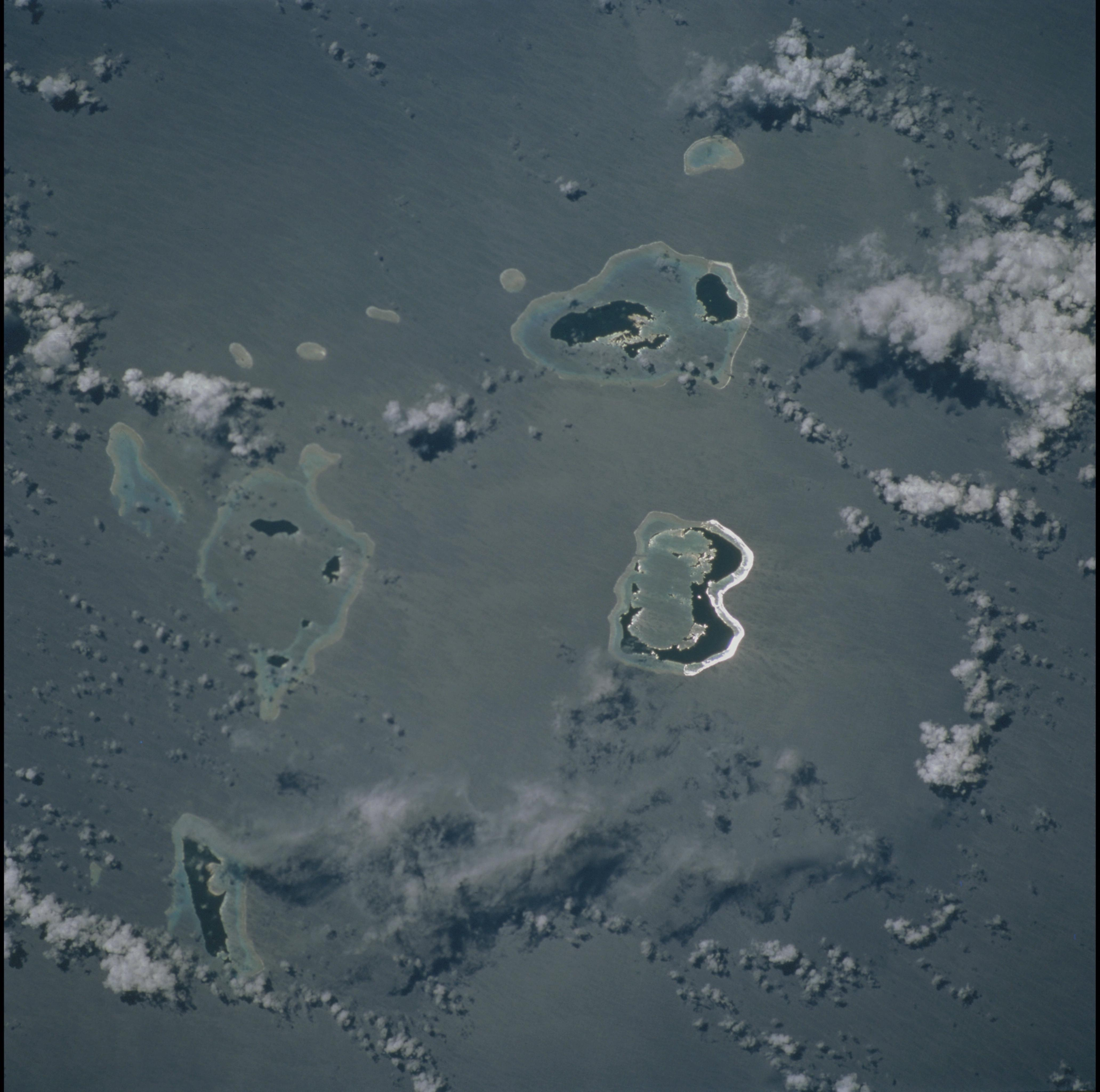
Isole Lau dallo spazio

Le Isole Lau (in inglese, Lau Islands, anche chiamate Lau Group, Eastern Group, o Eastern Archipelago) sono isole delle Figi situate ad oriente del Mar di Koro.
In questo arcipelago di circa 60 isole ed isolotti, dei quali 30 sono abitati, coprono una superficie di 487 km², con 9 602 abitanti (2017).
Costituiscono la Provincia di Lau.